# Kung-Fu Master (Game Boy)
Pour les articles homonymes, voir Kung-Fu Master (homonymie).
Kung-Fu Master est un beat them all développé par Irem en 1990 sur Game Boy. Il s'agit du portage du jeu éponyme sorti sur borne d'arcade en 1984, est nettement moins élaborée que son prédécesseur[pas clair].

## Scénario
Inexistant, le nom du personnage apparaît derrière la jaquette, un certain "Bruce leap", la raison de son combat est inconnue. Le jeu se déroule en Égypte.

## Système de jeu
Le jeu se déroule sur un plan horizontal de gauche à droite.
Le personnage possède une panoplie de 3 coups :
- Coup de poing
- Coup de pied
- Coup de pied retourné

Les ennemis présent au nombre de 5 apparaissent soit aux extrémités de l'écran ou sautent sur le terrain. Certains sont armés (étoile de ninja, chaine), d'autres se contentent d'agripper le personnage jusqu'à ce que mort s'ensuive.
Le jeu comporte 6 niveaux terminés par un boss.
Il y a 4 objets dans le jeu :
- Potion de vie (récupération partiel de la vie)
- Cœur de vie  (récupération totale de la vie)
- Grenade
- Trophée (bonus de score)

Le joueur possède 2 vie pour terminer le jeu (en réalité 3, la vie 0 eprésentant la dernière vie). Une fois mort, le joueur a droit à 5 crédits pour recommencer, le score est remis à 0 à chaque continue utilisé.
Un système de score fonctionne très simplement, chaque ennemi tué rapporte un certain pourcentage de points, le nombre de points attribué varie selon l'attaque utilisée. Le temps restant, ou encore les vies restantes, augmente le score en fin de niveau.